# Pinkpop 1977
Pinkpop 1977 werd gehouden op 30 mei 1977 op het Sportpark Burgemeester Damen in Geleen. Het was de 8e van 17 edities van het Nederlands muziekfestival Pinkpop in Geleen, waar ook de eerste editie plaatsvond. Er waren circa 45.000 toeschouwers. Het weer was matig, er was een minimum aan zon en de temperatuur lag rond de 15 graden Celsius.
Presentatie: Rikki Farr, Theo Stokkink, Vincent van Engelen, Urbanus van Anus.

## Optredens
- The Kinks
- Manfred Mann's Earth Band
- Nils Lofgren
- Racing Cars
- Golden Earring
- The Bothy Band
- Tom Petty and the Heartbreakers